# 秀水 (彰化縣大字)
秀水，舊稱透水、臭水，是臺灣彰化縣秀水鄉的一個傳統地域名稱，位於該鄉東部偏北。相較於今日行政區，其範圍大致包括安西村、秀水村、莊雅村東大半部。

## 歷史
台灣清治末期至日治初期，秀水地區為一街庄，稱為「秀水庄」，隸屬於燕霧上堡。該庄北與莿桐腳庄為鄰，東與口庄為鄰，東南邊一小段與茄苳腳庄為界，南邊為陝西庄、曾厝厝庄，西邊為埔姜崙庄、安東庄、馬鳴山庄。
1901年（日治明治三十四年）11月，該庄隸屬於彰化廳。1909年（明治四十二年）10月，改隸屬於臺中廳。1920年（大正九年），該庄改制並改名為「秀水」大字，隸屬於臺中州彰化郡秀水庄，大字下有「秀水」、「莊雅」。
戰後秀水庄改制為秀水鄉，隸屬於彰化縣，大字亦改制為村。

## 交通
國道1號又稱「中山高速公路」，是貫穿台灣西部的兩條縱向高速公路之一，大致以北北東—南南西走向經過秀水地區東南端凸出部分。境內未設交流道，但彰化交流道即在東北邊不遠處的省道台19線交會處，由此可快速前往南北各地。
省道台19線（彰水路一段）又稱「中央公路」，為彰化至台南永康的道路，大致以東北－西南走向經過本地區西北部，往東北可前往彰化市中心，往西南可前往秀水市區、溪湖、土庫、北港等地。
縣道142號（彰鹿路）是鹿港至彰化莿桐腳的道路，大致以東北－西南走向經過本地區西北部邊界地帶，往東北可前往莿桐腳接省道台19線，往西南轉西可前往馬鳴山、鹿港。